# سانتیاگو مالبوسا
سانتیاگو مالبوسا (اسپانیایی: Santiago Malgosa‎؛ زادهٔ ۲۵ ژوئیهٔ ۱۹۵۶) بازیکن هاکی روی چمن اهل اسپانیا بود.
وی در مسابقات کشوری و بین‌المللی در مجموع برندهٔ ۱ مدال نقره شده‌است.